# USS Norfolk (SSN-714)
El USS Norfolk (SSN-714) fue un submarino nuclear de la clase Los Ángeles. Fue puesto en gradas en 1979, botado en 1981 y comisionado a la Armada de los Estados Unidos en 1983. Fue de baja en 2014.

## Construcción
Construido por Newport News Shipbuilding and Drydock Co. (Newport News, Virginia), fue puesto en gradas en 1979, botado en 1981 y asignado en 1983.